# Maxia decora
Maxia decora là một loài bướm đêm trong họ Erebidae.